# St. Louisville (Ohio)
St. Louisville é uma vila localizada no estado americano de Ohio, no Condado de Licking.

## Demografia
Segundo o censo americano de 2000, a sua população era de 346 habitantes.

## Geografia
De acordo com o United States Census Bureau tem uma área de
0,6 km², dos quais 0,6 km² cobertos por terra e 0,0 km² cobertos por água.

## Localidades na vizinhança
O diagrama seguinte representa as localidades num raio de 16 km ao redor de St. Louisville.